# Lage vuurtoren van Heist
De Lage vuurtoren van Heist is een Belgische vuurtoren waarvan het licht gedoofd is. De stad Brugge zocht na het verzanden van het Zwin als waterweg een andere uitweg naar zee, en vond die aan het begin van de 20e eeuw met de zeehaven Zeebrugge. De vaargeul naar deze haven werd Pas van ’t Zand genoemd en werd uitgediept. Om deze vaarweg te bebakenen lieten twee ingenieurs-aannemers twee vuurtorens bouwen. Een van deze twee vuurtorens was de Lage vuurtoren van Heist die gebouwd werd tussen 1905 en 1907. Samen met de hoge vuurtoren van Heist vormde deze een lichtlijn voor schepen die de haven van Zeebrugge wilden binnenvaren. De lichtlijn was zichtbaar voor schepen die de goede koers van 136 graden hadden, zodat de lichtbundels van het laag geleidelicht en het hoog geleidelicht zich op één lijn bevonden. Door de uitbreiding van de haven van Zeebrugge verloor de vuurtoren zijn functie en werd het licht in 1983 gedoofd.
De vuurtoren staat op het einde van de Zeedijk van Heist (weliswaar op grondgebied Brugge- Zeebrugge) in de schaduw van de bebouwing op die zeedijk naast een werkzame veel hogere lichtopstand dat sinds 1983 de functie van het hoge licht van Heist heeft overgenomen.

## Galerij

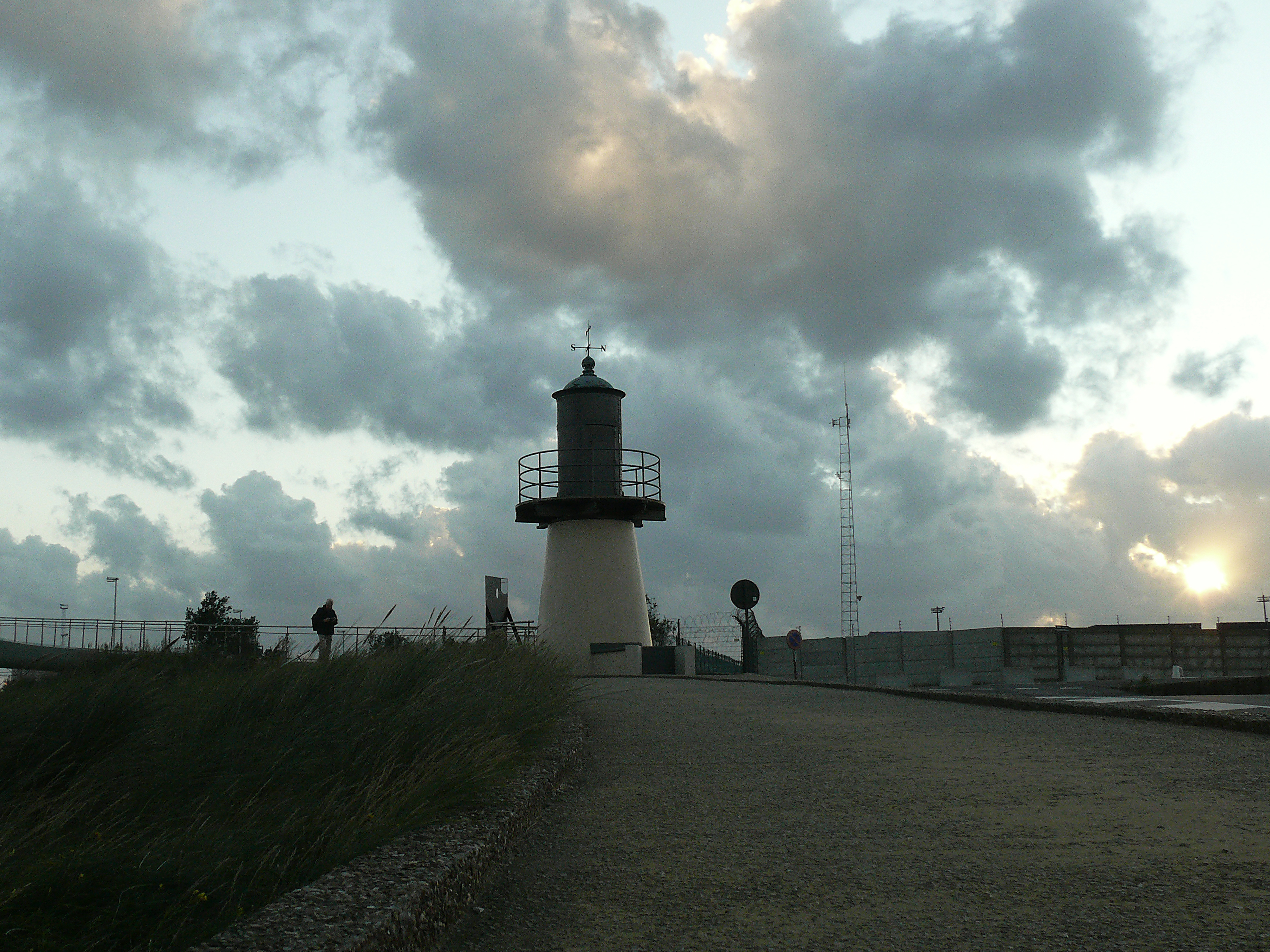

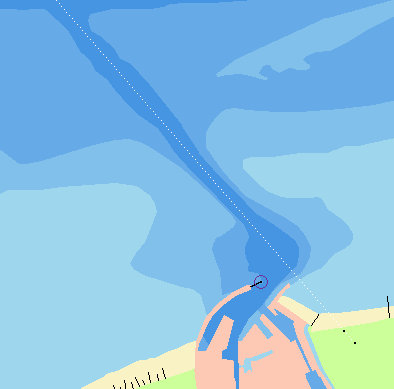
De twee vuurtorens met de lichtlijn en het zeegat (oude situatie)